# Elek Schwartz
Alexandru „Elek“ Schwartz (* 23. Oktober 1908 in Temesvar, Österreich-Ungarn, heute Rumänien; † 2. Oktober 2000 in Haguenau, Frankreich) war Fußballspieler in Rumänien und Frankreich und arbeitete anschließend als Trainer. Unter anderem war er von 1957 bis 1964 Bondscoach der niederländischen Nationalmannschaft und trainierte von 1965 bis 1968 die Bundesligamannschaft von Eintracht Frankfurt.

## Spieler in Rumänien und Frankreich

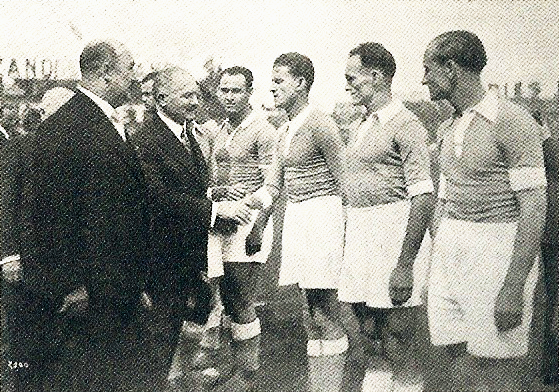
Elek Schwartz (4. von rechts) als Spieler bei Racing Straßburg in der Coupe de France Finale (1937)

Als aktiver Fußballer hatte Schwartz zunächst im rumänischen Timișoara gespielt. Anschließend wirkte er in Frankreichs Profiliga beim FC Hyères (1932 bis 1934), AS Cannes (1934 bis 1936), Racing Strasbourg (1936 bis 1938) und Red Star Olympique (1938/39).

## Trainerkarriere

### Anfang in Monaco
Seine ersten Trainerstationen absolvierte er ebenfalls in Frankreich (AS Cannes 1948/49, AS Monaco 1950 bis 1952 und Le Havre AC 1952 bis 1953).

### Oberligatrainer
1953 verpflichteten ihn die Sportfreunde Hamborn 07. Nach Platz sieben im ersten Jahr führte Elek Schwartz den Verein aus dem Duisburger Stadtteil in seiner zweiten Saison, als Vizemeister hinter dem Wuppertaler SV, zum Aufstieg in die Oberliga West.
1955 wurde er Trainer bei Rot-Weiss Essen, kurz nach dem Titelgewinn der Deutschen Meisterschaft. In den kommenden beiden Spielzeiten führte er die Mannschaft zu einem vierten und einen achten Rang in der Oberligatabelle.

### Nationaltrainer der Niederlande

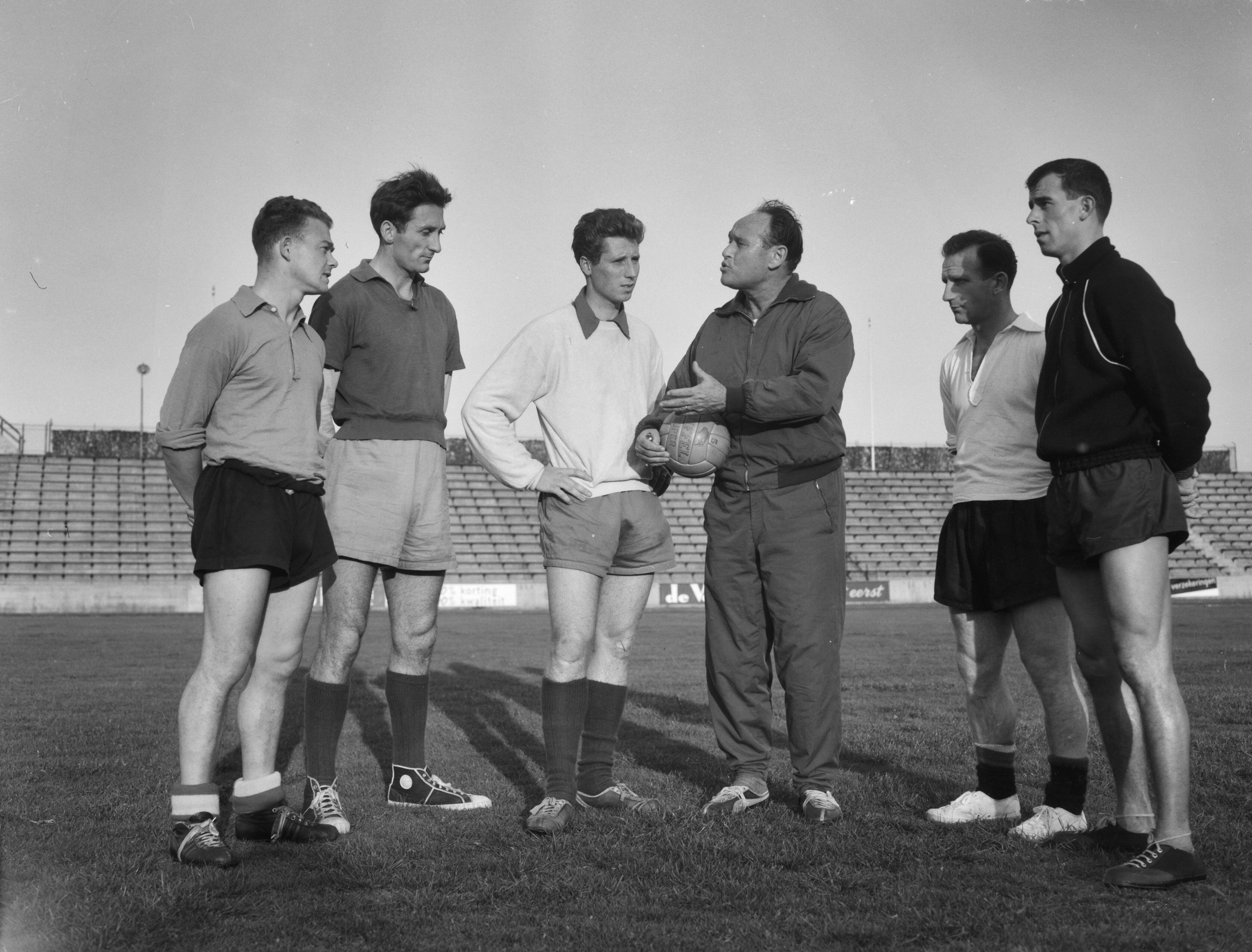
Von links nach rechts: Piet van der Kuil, Faas Wilkes, Tonny van der Linden, Trainer Elek Schwartz, Kees Rijvers und Coen Moulijn beim Training mit der Nationalmannschaft (1959)

Daraufhin wechselte er zum niederländischen Fußball-Verband KNVB und übernahm die Nationalmannschaft, die unter seiner Leitung 49 Länderspiele absolvierte.
Das war jedoch in einer Zeit, als der niederländische Fußball bei weitem noch nicht die Bedeutung hatte, die er sich seit den 1970er Jahren erarbeitet hat. Ein sehr negatives Ereignis seiner Laufbahn war eine 0:7-Niederlage 1959 gegen Deutschland in Köln. Er verblieb bis 1964 im Amt des Bondscoaches, in dem ihm Denis Neville nachfolgte.
Insgesamt errang die niederländische Nationalmannschaft unter seiner Führung 19 Siege, 12 Unentschieden und 18 Niederlagen.

### Europapokalfinale mit Benfica
In der Saison 1964/1965 trainierte er SL Benfica in Lissabon und gewann dort mit der vom legendären Eusébio angeführten Mannschaft die Landesmeisterschaft von Portugal.
Im Viertelfinale des Europapokal der Landesmeister besiegte Benfica im Viertelfinale Real Madrid und erreichte das Finale. Dort mussten sich die Lissaboner Adler den Meistern des Catenaccio, dem von Helenio Herrera trainierten Inter Mailand knapp mit 0:1 geschlagen geben.

### Bundesligatrainer bei Eintracht Frankfurt
Vom 1. Juli 1965 bis zum 30. Juni 1968 trainierte Schwartz als Nachfolger von Ivica Horvat die Frankfurter Eintracht. Er führte dort das 4-2-4-System ein. Mit den Hessen erreichte er die Platzierungen sieben, vier und sechs in der Bundesliga. Im europäischen Messestädte-Pokal führte er die Frankfurter 1966/67 bis ins Halbfinale, wo man Dinamo Zagreb unterlag.

### Misserfolg mit denDrachenin Porto
In der Saison 1969/70 trainierte er den FC Porto. Nicht nur, dass die Drachen bereits in der ersten Runde des Portugiesischen Pokals ausschieden und auch im Messepokal nicht über die zweite Runde hinauskamen: mit dem neunten Platz in der Abschlusstabelle der Liga gab es für die Nordportugiesen die für sie bisher schlechteste Platzierung, die sie je erreichten.

### Karriereausklang in München und Straßburg
In der Saison 1972/73 war Schwartz Trainer beim TSV 1860 München, doch er konnte die Erwartungen nicht erfüllen, den Verein aus der Zweiten Liga wieder in die Bundesliga zurückzuführen. Ein besseres Ergebnis gelang ihm in der Saison 1976/77, als er bei seinem letzten Engagement im Profibereich Racing Straßburg zum Aufstieg in die erste französische Division führte.
Danach war er in der Saison 1978/79 Übungsleiter beim Amateurverein SR Haguenau, dem Vorgängerklub des heutigen FCSR Haguenau im Elsass. In Haguenau verbrachte er auch seinen Lebensabend.

## Erfolge

### Als Spieler
Racing Straßburg
- Französischer Pokal-Finalist: 1936/37

Red Star Paris
- Französischer Zweitligameister: 1938/39

### Als Trainer
Benfica Lissabon
- Portugiesischer Meister: 1964/65
- Europapokal-der-Landesmeister-Finalist: 1964/65

Eintracht Frankfurt
- International-Football-Cup-Sieger: 1966/67